# Virum-Sorgenfri HK
Virum-Sorgenfri HK (Virum-Sorgenfri Håndboldklub) war ein dänischer Handballverein aus Virum, einem Vorort von Kongens Lyngby, etwa 10 km nördlich von Kopenhagen gelegen.

## Vereinsgeschichte
Der Verein wurde 1941 unter dem Namen Virum Gymnastikforening gegründet. Nachdem aber der Handball im Verein immer mehr an Gewicht gewonnen hatte, wurde der Verein zunächst in Virum Håndboldklub und später in Virum-Sorgenfri Håndboldklub umbenannt.
Der Verein hatte in den 1990er Jahren seine erfolgreichste Zeit. In der Saison 2001/02 bekam Virum-Sorgenfri HK erhebliche finanzielle Probleme, als die Gemeinde Lyngby-Taarbæk das versprochene Sponsoring nicht einhalten konnte. Der Verein konnte in der Folge im Frühjahr 2002 keine Gehälter an Spieler und Trainer bezahlen und musste Konkurs anmelden. Nach der Auflösung des Vereins wurde der Nachfolgeverein Virum Sorgenfri Håndboldklub af 2002 gegründet.

## Erfolge
- Dänischer Meister 1996/97
- Dänischer Vize-Meister 1995/96
- Dänischer Pokalsieger 1988
- EHF-Pokal-Finale 1996/97

## Bekannte ehemalige Spieler
- Klavs Bruun Jørgensen
- Camilla Andersen
- Lars Jørgensen
- Lars Rasmussen
- Ulrik Wilbek
- Lars Krogh Jeppesen
- Jan Eiberg Jørgensen
- Mikkel Hansen